# Тиждень
Ти́ждень (позначення: тижд, міжнародне wk) — одиниця вимірювання часу від понеділка до неділі включно; одиниця вимірювання часу, що дорівнює семи дням; семиденний строк, призначений для проведення якоїсь громадської роботи, кампанії.
Слово «тиждень» походить від праслов. *ty(jь)žьdьnь — буквально «той же день». У староукраїнській мові засвідчується в джерелах XIV—XV ст.

## Назви днів тижня
Дні тижня називаються: понеділок, вівторок, середа, четвер, п'ятниця, субота, неділя. У календарях часто використовують скорочення відповідно Пн, Вт, Ср, Чт, Пт, Сб, Нд. Переважно у світі дні з понеділка до суботи називаються будніми днями, причому дні з понеділка до п'ятниці  є переважно робочими, а субота й неділя — вихідними. У деяких країнах існують місцеві особливості, наприклад: цикл тижня починається з неділі, яка при цьому може бути як буднім днем, так і вихідним.

## Історія

Мапа світу, на якій показано перший день тижня в різних країнах згідно зі Спільним репозиторієм локальних даних
Понеділок
П'ятниця
Субота
Неділя

Семиденний тиждень вперше був запроваджений у країнах Стародавнього Сходу.
З астрономічної точки зору сім днів відповідають семи відомим з давніх часів небесним тілам:
- неділя — Сонце;
- понеділок — Місяць;
- вівторок — Марс;
- середа — Меркурій;
- четвер — Юпітер;
- п'ятниця — Венера;
- субота — Сатурн[7].

За іншим, релігійним поясненням: семиденний цикл пов'язаний зі створенням світу. Бог, створив світ за шість днів, сьомий назначив для відпочинку.
Називати окремі дні по порядковому номеру слов'яни почали услід за візантійцями. У минулому в деяких народів і держав існували тижні з 4—20 днями.

## Сучасне літочислення в тижнях та місяцях
У всіх державах Європи та більшості країн світу сучасне літочислення у днях, тижнях, місяцях та роках нашої ери, включно з XXI століттям та 3-м тисячоліттям ведеться від Різдва Христового і позначається латинською > Anno Domini, або скорочено: A.D./AD. Повністю фраза звучить: лат. Anno Domini Nostri Iesu Christi (в рік Господа нашого Ісуса Христа). За таким літочисленням нульового року немає, тому 1 рік AD (нової/нашої ери) йде відразу ж після 1 року до Різдва Христового (до нової/нашої ери).